# Alexander Zippelius
Alexander Zippelius, född 1797 i Würzburg, död den 31 december 1828 i Kupang, var en nederländsk hortonom och botanisk samlare i Ostindien. 
Från 1823 arbetade han som biträdande kurator vid Bogors botaniska trädgård och 1827 anslöt han till Natuurkundige Commissie voor Nederlands-Indië. Han samlade växter på Moluckerna, sydvästra Nya Guinea och Timor.
Auktorsnamnet Zipp. kan användas för Alexander Zippelius i samband med ett vetenskapligt namn inom botaniken; se Wikipediaartiklar som länkar till auktorsnamnet.